# Maaret Saidnaya

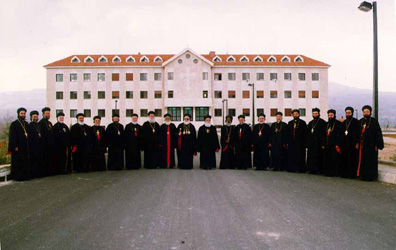
Le Monastère Mor Ephrem.

Maarat Saidnaya ou Maaret Saidnaya (arabe : معرة صيدنايا) est un village montagneux dans le district Al-Tall du Gouvernorat de Damas en Syrie. Il est situé sur les plaines des Monts Qalamun qui sont dominées par la ville voisine de Saidnaya à 1 200 mètres au-dessus du niveau de la mer, 28 km au nord du la ville de Damas.

## Population
Selon le Bureau central des statistiques de Syrie (CBS), Maarat Saidnaya avait une population de 3 084 habitants lors du recensement de 2004. Ses habitants sont principalement Melchites catholiques.

## Lieux et monuments
Situé sur le flanc de la montagne à la périphérie du village, le monastère de Mar Elias (monastère St. Elijah, arabe : دير مار الياس, prononcé : "Deir Mar Elias"), est l'une de ses attractions les plus célèbres. Beaucoup de gens viennent chaque année pour visiter cette église catholique syriaque spécialement pour célébrer le jour de saint Elie, le 20 juin.
Le monastère Mor Ephrem, consacré en 1996, est la résidence du patriarche de l'Église syriaque orthodoxe, avec le séminaire de l'Église.